# Kathleen York
Kathleen York, conosciuta anche come Bird York (Los Angeles, 11 maggio 1975), è un'attrice, cantante e compositrice statunitense.
Dopo aver trascorso anni nell'ambiente della musica indie, York raggiunse la fama mondiale con la canzone In the Deep, che figura nel suo album Wicked Little High e venne scritta per il film Crash - Contatto fisico (2004). In the Deep debuttò al numero #64 nella Billboard chart e ottenne una candidatura agli Oscar come miglior canzone. Il 5 marzo 2006, York cantò questa canzone dal vivo alla 78ª edizione degli Academy Awards.
Le sue canzoni sono comparse anche nelle serie televisive The Black Donnellys, Nip/Tuck, CSI: NY, Dr. House - Medical Division, In Justice ed Everwood, nonché in molti altri film e progetti. York è inoltre autrice di tutte le canzoni della stagione 2001 della serie In tribunale con Lynn.

## Carriera da attrice
Come attrice, York è stata protagonista di molti film e progetti televisivi. A nove anni ha partecipato ad alcuni episodi di Dallas. Nel 1995, ha interpretato il ruolo di Naomi Judd nel film per la tv Naomi & Wynonna: Love Can Build a Bridge; ha poi preso parte a sei stagioni della serie tv West Wing - Tutti gli uomini del Presidente nel ruolo di Andrea Wyatt. Altre apparizioni includono film con Tom Waits, L'aurora boreale (con Diane Keaton), Crash, Curb Your Enthusiasm e ruoli da protagonista in film indie quali Cries of Silence, The Big Day, Footsteps e più recentemente nel film del 2007 Sublime. Ha anche scritto ed eseguito le canzoni di tre di questi film.

## Discografia
- Bird York (Blissed Out Records 1999)
- The Velvet Hour (Blissed Out Records 2005)
- Wicked Little High (EMI 2006)

## Filmografia parziale

### Cinema
- Protocol, regia di Herbert Ross (1984)
- Al diavolo il paradiso (Checking Out), regia di David Leland (1989)
- Cold Feet - Piedi freddi , regia di Robert Dornhelm (1989)
- Flashback, regia di Franco Amurri (1990)
- Ti amerò... fino ad ammazzarti (I Love You to Death), regia di Lawrence Kasdan (1990)
- Tuffo nel buio (Wild Hearts Can't Be Broken), regia di Steve Miner (1991)
- Incubo d'amore (Dream Lover), regia di Nicholas Kazan (1993)
- Una sporca missione, regia di Steve Anderson (1997)
- Crash - Contatto fisico (Crash), regia di Paul Haggis (2004)
- Lo sciacallo - Nightcrawler (Nightcrawler), regia di Dan Gilroy (2014)

### Televisione
- Sfida alla vita – film TV (1985)
- Dallas – serie TV, 10 episodi (1984-1985)
- Chase - Caccia mortale – film TV (1985)
- I racconti della cripta (Tales from the Crypt) – serie TV, 1 episodio (1989)
- L'aurora boreale (Northern Lights), regia di Linda Yellen – film TV (1997)
- The Practice - Professione avvocati (The Practice) – serie TV, 1 episodio (1998)
- West Wing - Tutti gli uomini del Presidente (The West Wing) – serie TV (2000)
- In tribunale con Lynn (Family Law) – serie TV, 1 episodio (2001)
- The O.C. – serie TV (2004-2005)
- Malcolm – serie TV, 1 episodio (2006)
- Desperate Housewives – serie TV, 3 episodi (2006-2007)
- NCIS - Unità anticrimine (NCIS) – serie TV, episodio 5x03 (2007)
- Dr. House - Medical Division (House M.D.) – serie TV, episodio 4x03 (2007)
- Shark - Giustizia a tutti i costi (Shark) – serie TV, 1 episodio (2007)
- CSI - Scena del crimine (CSI: Crime Scene Investigation) – serie TV, 1 episodio (2009)
- The Client List - Clienti speciali (The Client List) – serie TV (2012)
- True Blood – serie TV, 1 episodio (2014)
- Castle – serie TV, episodio 7x09 (2014)
- Le regole del delitto perfetto (How to Get Away with Murder) – serie TV, 3 episodi (2019)
- In the Dark – serie TV, 21 episodi (2019-2022)
- Will Trent – serie TV, episodio 1x07 (2023)

## Colonna sonora
- Maial Campers - Porcelloni al campeggio (Happy Campers) (2001)
- In tribunale con Lynn (Family Law) – serie TV, 7 episodi (2001)
- Shelter Island (2003)
- Nip/Tuck – serie TV, 1 episodio (2003)
- Crash - Contatto fisico (Crash) (2004)
- Betrayed (2005)
- Dr. House - Medical Division (House, M.D.) – serie TV, 1 episodio (2005)
- CSI - Scena del crimine (CSI: Crime Scene Investigation) – serie TV, 1 episodio (2006)
- Standoff – serie TV, 1 episodio (2007)
- Nella valle di Elah (In the Valley of Elah) (2007)
- Sette anime (Seven Pounds) (2008)

## Doppiatrici italiane
Nelle versioni in italiano delle opere in cui ha recitato, Kathleen York è stata doppiata da:
- Irene Di Valmo in Crash - Contatto fisico, Desperate Housewives
- Laura Boccanera in NCIS - Unità anticrimine, In the Dark
- Angiola Baggi in West Wing - Tutti gli uomini del presidente
- Silvia Tognoloni in The O.C.
- Roberta Paladini in Dr. House - Medical Division
- Barbara Castracane in CSI: NY
- Antonella Giannini in CSI: Miami
- Franca D'Amato in Ghost Whisperer - Presenze
- Elena Morara in CSI - Scena del crimine
- Chiara Salerno in Castle
- Cristina Boraschi in The Glades
- Emanuela Rossi in Jane the Virgin
- Roberta Pellini in Code Black
- Sabrina Duranti ne Le regole del delitto perfetto
- Giò Giò Rapattoni in All Rise
- Laura Marcucci in Will Trent